# Qualia (單曲)
《Qualia》（日语：クオリア）是UVERworld的第16張單曲。gr8!records發行。

## 解說
此曲是電影《機動戰士GUNDAM00 -A wakening of the Trailblazer-》的主題曲，也是UVERworld首次商業搭配的電影主題曲。另外，這次是鋼彈系列電影首次使用雙主題曲，片頭曲是THE BACK HORN的，片尾曲是UVERworld的。「鋼彈盤」收錄了UVERworld至今擔任的《機動戰士00》主題曲。
和片頭曲的搖滾風相比，是谣曲的曲調。
《劇場版 機動戰士GUNDAM00 -A wakening of the Trailblazer-》的導演水島精二聽了這首曲子後被感動得落淚起來。。

## 收錄曲
1. - 作詞：TAKUYA∞／作曲：UVERworld／編曲：UVERworld、平出悟

謠曲調的歌曲。電影《機動戰士GUNDAM00 -A wakening of the Trailblazer-》的片尾曲。
第12張單曲《虛幻而永久的愛》後又一張和鋼彈商業搭配的作品。PV在茨城縣內的醫院攝影。
2. - 作詞：TAKUYA∞／作曲：UVERworld／編曲：UVERworld、平出悟

搖滾曲調。發表的4日前完成的曲子。
3. Ultimate
  - 作詞：TAKUYA∞／作曲：TAKUYA∞、彰／編曲：UVERworld、平出悟

搖滾曲調。PSP遊戲《最後的戰士》的主題曲。

### 鋼彈盤
1. 第12張單曲。電視動畫《機動戰士GUNDAM00 2nd Season》第1期片頭曲。
2. CHANGE
第15張單曲《GOLD》的B面曲。電影《機動戰士GUNDAM00 -A wakening of the Trailblazer-》的印象曲。

## 來源
1. ↑   （页面存档备份，存于） - UVERworld STAFF DIARY（2010年7月28日）